# Vasile Gavriliu
General de Divizie Aeriana Ing. Vasile A. Gavriliu (Chitu) 
01.01.1919 - 14.06.2002

Cavaler al Ordinului Mihai Viteazu Cu Spade.
Vasile Gavriliu (n.  ?) a fost un pilot român de aviație, as al Aviației Române din cel de-al Doilea Război Mondial.
Locotenentul av. Vasile Gavriliu a fost decorat cu Ordinul Virtutea Aeronautică cu spade, clasa Crucea de Aur cu prima și a doua baretă (ambele la 6 octombrie 1944).

## Decorații
- Ordinul „Virtutea Aeronautică” cu spade, clasa Crucea de Aur cu 1 baretă (6 octombrie 1944)[1]
- Ordinul „Virtutea Aeronautică” cu spade, clasa Crucea de Aur cu 2 barete (6 octombrie 1944)[1]